# Arbeitsrat für Kunst

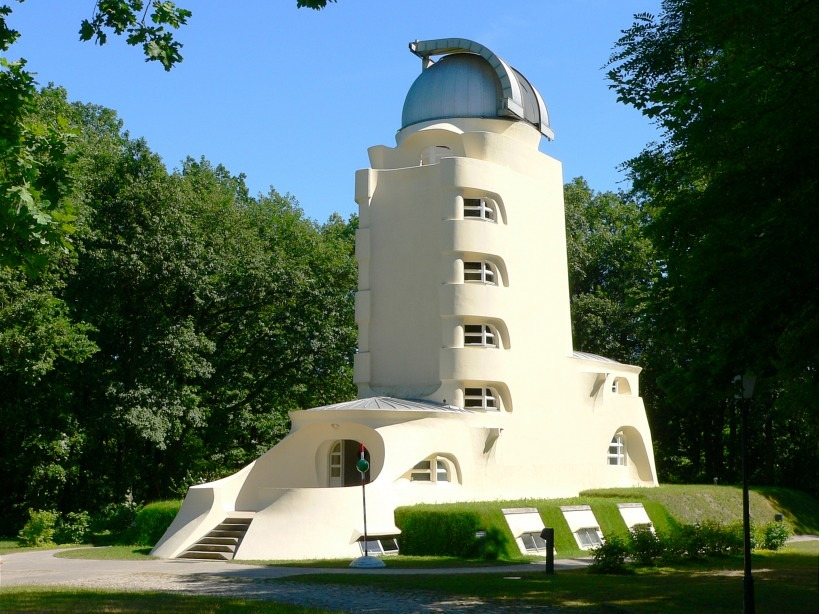
Tour Einstein à Potsdam, en Allemagne

L'Arbeitsrat für Kunst (en allemand : Conseil des travailleurs pour l'Art ou encore Soviet des Arts) fut une association d'architectes, de peintres, de sculpteurs et d'écrivains de l'Art, basée à Berlin, qui exista de 1918 à 1921. Il s'est développé selon le modèle révolutionnaire des conseils ouvriers et s'est donné comme mission d'amener les tendances et les développements dans l'architecture et les Arts de cette époque vers un plus large public.
L' Arbeitsrat travailla en étroite collaboration avec le Novembergruppe et le Deutscher Werkbund. Certains représentants des architectes de l'Arbeitsrat formeront par la suite le groupe de correspondants épistolaires Gläserne Kette ou bien feront partie du groupe Der Ring en 1926. Ceux-ci eurent une grande influence lors de la fondation du Bauhaus en 1919. Certains membres enseigneront à l'Académie des Beaux-Arts de Breslau qui était, avec le Bauhaus, les deux écoles supérieures d'Art les plus importantes de l'époque.

## Les objectifs
« Voici la finalité de nos principes : l'Art et le peuple devraient ne former plus qu'un. L'art ne doit plus seulement bénéficier à quelques-uns, mais participer au bonheur et la vie des masses. Le but est la fusion les Arts sous l'égide de l'Architecture. (Tract daté du 1er mars 1919) »

Dans leur créances il y avait : la reconnaissance que tout travail lié à la construction devait être public et non privé ; l'abolition de tous les privilèges des fonctionnaires ; l'établissement de maisons du peuple en tant qu'élément central dans la médiation artistique ; l'abolition de l'Académie des Beaux-Arts et de la commission artistique régionale prussienne ; l'arrêt de la tutelle de l'État en ce qui concerne l'enseignement de l'architecture, des arts plastiques, de la peinture et de l'artisanat ; redonner aux musées un rôle en tant que lieux de formation ; l'élimination des monuments sans intérêt artistique ; et la création d'un lieu pour la protection de l'Art.
L' Arbeitsrat réagit aussi au manque de commandes pour les jeunes architectes, consécutif à la défaite de la Première Guerre mondiale.

## Les membres
Le premier porte-parole fut l'architecte Bruno Taut, puis, à partir de 1919, Walter Gropius, César Klein et Adolf Behne en furent le président.
Les signataires du premier manifeste furent : – outre Taut, Gropius, Klein et Behne – Otto Bartning, Rudolf Belling, Arthur Degner, Lyonel Feininger, Otto Freundlich, Jefim (Jef) Golyscheff, August Griesbach, Hermann Hasler, Erwin Hahs, Erich Heckel, Paul Rudolf Henning, Karl Jakob Hirsch, Walter Kaesbach, Georg Kolbe, Gerhard Marcks, Ludwig Meidner, Moritz Melzer, Otto Mueller, Franz Mutzenbecher, Emil Nolde, Max Pechstein, Friedrich Perzynski, Heinrich Richter-Berlin, Richard Scheibe, Karl Schmidt-Rottluff, Fritz Stuckenberg, Georg Tappert, Max Taut, Arnold Topp et Wilhelm Reinhold Valentiner. 
Plus de cent artistes, venant aussi bien d'Allemagne que de l'étranger, comptèrent parmi les supporters du groupe de travail et participèrent à ses expositions. Il y eut entre autres : Karl Paul Andrae, Walter Curt Behrendt, Max Berg, Paul Cassirer, Hermann Finsterlin, Paul Goesch, Otto Gothe, Wenzel Hablik, Oswald Herzog, Bernhard Hoetger, Willy Jaeckel, Käthe Kollwitz, Carl Krayl, Mechtilde Lichnowsky, Hans und Wassili Luckhardt, Paul Mebes, Ludwig Meidner, Julius Meier-Graefe, Adolf Meyer, Erich Mendelsohn, Johannes Molzahn, Karl Ernst Osthaus, Hans Poelzig, Paul Schmitthenner, Herman Sörgel, Milly Steger, Heinrich Tessenow et Wilhelm Worringer.

## Expositions
- « Ausstellung für unbekannte Architekten » (Exposition pour architectes inconnus), Berlin et Weimar, 1919
- « Neues Bauen » (Nouvelle Construction), Berlin, 1920

## Publications
- (de) Bruno Taut, Ein Architektur-Programm (Un programme architectural), Berlin 1918
- (de) Paul Rudolf Henning, Ton. Ein Aufruf von P. R. Henning. Zweite Flugschrift des Arbeitsrats für Kunst (Son. Un appel de P.R. Henning. Deuxième tract de l'Arbeitsrat für Kunst  ), Berlin 1918
- (de) Arbeitsrat für Kunst (éditeur), Arbeitsrat für Kunst. Flugblatt (Arbeitsrat für Kunst. Tracts). Max Pechstein, Berlin 1919
- (de) Arbeitsrat für Kunst (éditeur), Ja! Stimmen des Arbeitsrates für Kunst in Berlin (Oui! Voix des Conseils des travailleurs pour l'Art à Berlin), Berlin 1919
- (de) Arbeitsrat für Kunst (éditeur), Ruf zum Bauen: zweite Buchpublikation des Arbeiterrats für Kunst (Appel pour la construction : deuxième publication sous forme de livre de l'Arbeitsrats für Kunst), Berlin 1920
- (de) Otto Bartning, Ein Unterrichtsplan für Architektur und bildende Künste (Un plan pour enseigner l'architecture et les arts visuels)